# Joanna Pilecka
Joanna Maria Pilecka (Bydgoszcz, 25 de outubro de 1976) é uma diplomata polaca que foi embaixadora da Polónia em Portugal (2021–2024).

## Biografia
Pilecka formou-se na Universidade Kazimierz Wielki em Bydgoszcz e na Universidade Marítima de Gdynia.
Iniciou a sua carreira profissional na empresa Prokom. Em 2007, ingressou no Ministério das Relações Externas (MRE). Ela foi colocada na Embaixada em Sofia, na Bulgária, por volta de 2011. Entre 2018 e 2020 ela actuou como Cônsul Geral em Istambul, na Turquia . Após o seu retorno à Polónia, ela estava a trabalhar no Departamento de Assuntos Consulares. A 9 de setembro de 2020, ela tornou-se chefe da Academia Diplomática do MRE. Em 2021, foi nomeada Embaixadora da Polónia em Portugal.
Em 2020, ela foi homenageada pelo Ministro da Cultura Piotr Gliński com a condecoração de honra meritória para a cultura polonesa em reconhecimento pelo seu trabalho em Istambul.
Além de polaco ela fala inglês e búlgaro, bem como espanhol básico, alemão e turco.
A 8 de julho de 2024, foi agraciada com o grau de Grã-Cruz da Ordem do Mérito, de Portugal.